# Sophie Rogall
Pour les articles homonymes, voir Sophie et Rogall.
Sophie Rogall, née le 31 mars 1983 à Starnberg en Bavière, est une actrice allemande. 

## Biographie
Son nom d'épouse est Ehnes-Rogall.

## Filmographie
- 2000 : Dreamgate (téléfilm) : Antje Petersen
- 2001 : Unser Pappa (téléfilm) : Vera Ramsbächle
- 2002 : Les Poissons sauteurs : Nina
- 2002 : Um Himmels Willen (série télévisée) : Annika
- 2003 : Polizeiruf 110 (série télévisée) : Tanja
- 2000-2003 : Le Clan du bonheur (Bei aller Liebe) (série télévisée) : Sophie Scheck (7 épisodes)
- 2004 : Ma vie à moi (série télévisée) : Jeanette (3 épisodes)
- 2004 : Un cas pour deux (série télévisée) : Jessica Hacke
- 2004 : Delphinsommer (téléfilm) : Sibille
- 2005 : Bella Block (série télévisée) : Maike Wagner
- 2005 : Lorenz lacht (court métrage) : Lara
- 2005-2006 : Siska (série télévisée) : Monika / Amélie Reuter (2 épisodes)
- 2006 : Die Familienanwältin (série télévisée) : Mandy Lehmann
- 2006 : Verfolgt : Babette
- 2007 : K3 - Kripo Hamburg (série télévisée) : Katja Jakubowski
- 2007 : Jakobs Bruder : Lara Bergmann
- 2008 : Amitié fatale : Vera
- 2010 : Jessi (court métrage) : Bibi
- 2011 : SOKO Köln (série télévisée) : Maja Pohl
- 2011 : Paulina (court métrage) : Anna
- 2013 : Zurich : Rita
- 2008-2014 : Le Renard (série télévisée) : Katharina Bergmann / Vanessa Albrecht / Henny van Beuningen (3 épisodes)
- 2014 : Danni Lowinski (série télévisée) : Maren Kruse
- 2016 : Soko brigade des stups (série télévisée) : Sarah Keller
- 2016 : Tatort (série télévisée) : Maria Dragomir
- 2017 : Notruf Hafenkante (série télévisée) : Sonja Thielen
- 2017 : Die Rosenheim-Cops (série télévisée) : Vera Fröhlich
- 2017 : Hubert und Staller (série télévisée) : Nadja Erdmann
- 2019 : Cherry Blossoms et merveilleux démons (Kirschblüten & Dämonen) : la femme de Karl